# عرقون جنوبي
عرقون جنوبي (الاسم العلمي:Euphrasia australis) هي نوع نباتي يتبع جنس العرقون من الفصيلة الجعفيلية.   سمي هذا النوع بالجنوبي (باللاتينية: australis) نسبة إلى النصف الجنوبي للكرة الأرضية. 		